# بيكاسي
 بيكاسي (بالإندونيسية: Kota Bekasi)‏ هي مدينة تقع في محافظة جاوة الغربية، إندونيسيا. وتقع المدينة على الحدود الشرقية لجاكرتا ضمن منطقة العاصمة جاكرتا الكبرى (جابوديتابك) . وهي بمثابة بلدة المسافرين لجاكرتا، على الرغم من أن لديها صناعات تجارية وتحويلية بارزة. مع 2.66 مليون نسمة في مساحة 210.49 كيلومتر مربع، بيكاسي هي ثالث أكبر مدينة من حيث عدد السكان في إندونيسيا، ولكن بما أنها جزء من التجمع الحضري في جاكرتا فإن باندونغ معروفة على نطاق واسع بأنها ثالث أكبر مدينة في الدولة. عدد كبير من الشركات متعددة الجنسيات، على ما يبدو اجتذبت الكثير من المغتربين (خاصة اليابانيين والكوريين) ليستقروا في بيكاسي.
بيكاسي هي واحدة من أقدم المدن في إندونيسيا، حيث كانت عاصمة مملكة تارماناجارا. وكان إسمها وقتها «مدينة سوندا سمباوه» (Dayeuh Sundasembawa)، يرجع أقرب دليل على وجودها من القرن الخامس وفقا لنقش توغو.

## الجغرافيا
بيكاسي التي تقع جغرافيا على ارتفاع 18 متر فوق مستوى سطح البحر. يحدها منطقة بيكاسي إلى الشمال والشرق، وفي منطقة الجنوب منطقة بوكور وديبوك ومن الغرب شرق جاكرتا.

## الاقتصاد
نمت بيكاسي بالفعل لتصبح واحدة من مراكز النمو في إندونيسيا. المدينة لديها حسابات 2.11 ٪ من الناتج المحلي الإجمالي الوطني. في الآونة الأخيرة، أنشأ العديد من الأجانب (معظمهم من الكوريين واليابانيين والصينيين) أعمالهم للاستفادة من ديناميكيتها وتعزيز اقتصادها. كان اقتصاد بيكاسي يعتمد بشكل رئيسي على الخدمة والتصنيع.

## التركيبة السكانية
كان آخر إحصاء رسمي (2014) لسكان بيكاسي 2,663,011 ، مما أعطى كثافة 11,900 /km2 (31,000/sq mi). يسكن في بيكاسي العديد من المجموعات العرقية المختلفة، ومعظمهم من أصل بتاوي وجاوي. السونديون هم أكبر الأقليات وكذلك الأقليات الأخرى وتشمل المينانغكابو، باتاقيون، والصينيين.
معظم المواطنين في بيكاسي يلتزمون بالإسلام. تشمل الديانات الأخرى المسيحية (الرومانية الكاثوليكية والبروتستانتية) والهندوسية والبوذية والكونفوشيوسية.

## الرياضة
بيكاسي هي القاعدة الرئيسية لفريق كرة القدم
برسيجا جاكارتا مع ملعب باتريوت شاندراباجا كونه الملعب الرئيسي للنادي.

## التقسيمات الإدارية

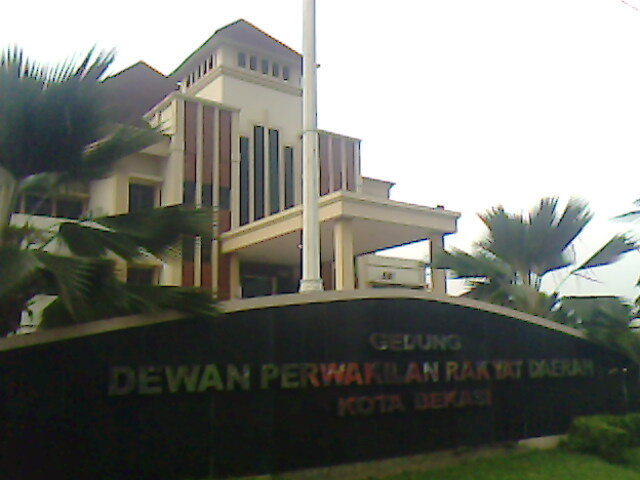
مبنى مجلس ممثلي الشعب للمدينة

تنقسم مدينة بيكاسي إلى 12 حي ('kecamatan'):
| الحي          | السكان (2014 census) |
| ------------- | -------------------- |
| Jatisampura   | 129,036              |
| Pondok Gede   | 282,817              |
| Pondok Melati | 147,674              |
| Jatiasih      | 230,143              |
| Bantar Gebang | 112,167              |
| Mustika Jaya  | 214,071              |
| East Bekasi   | 258,391              |
| Rawalumbu     | 241,859              |
| South Bekasi  | 221,519              |
| West Bekasi   | 293,144              |
| Medan Satria  | 178,612              |
| North Bekasi  | 353,578              |

## في الثقافة الشعبية
- قصيدة الشاعر شايريل أنور Krawang-Bekasi (1948).
- رواية الكاتب برامويديا أننتا تور «على نهر بيكاسي» Di Tepi Kali Bekasi (1951) والتي كتبت بشكل رئيسي في بيكاسي.

## وصلات خارجية
- بيكاسي (بالإندونيسية)